# José Andrés Gutiérrez Alonso

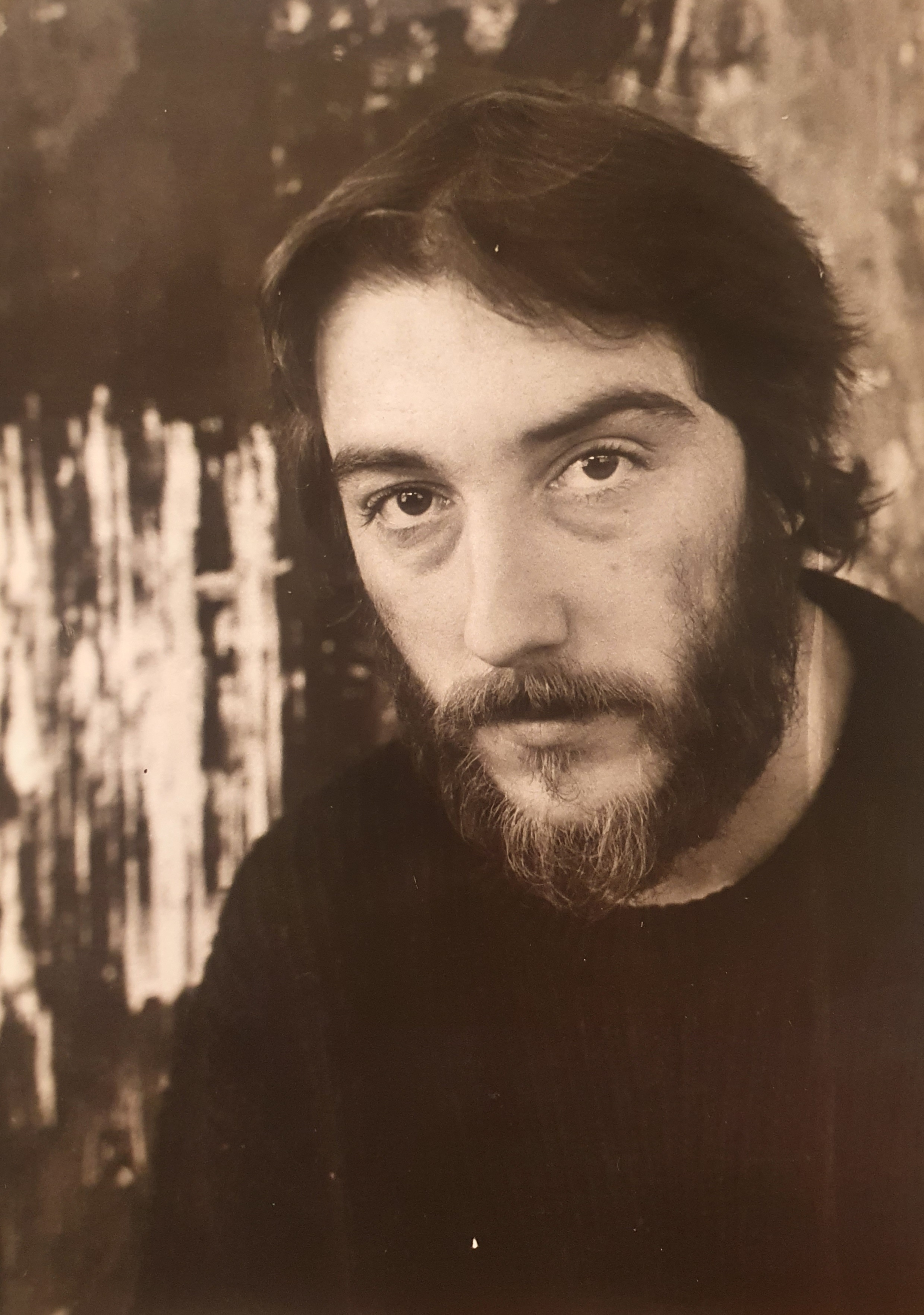
El pintor José A. Gutiérrez Alonso

José Andrés Gutiérrez Alonso (Luanco, 30 de noviembre de 1959 - Oviedo, 11 de julio de 1994) fue un pintor español del siglo XX, ganador de la Medalla de Oro del XXI Certamen Nacional de Pintura de Luarca.

## Biografía
José Andrés Gutiérrez Alonso fue un pintor asturiano nacido en Luanco, Asturias. Artista de vocación temprana; a pesar de su prematura muerte a los 34 años, realizó varias exposiciones tanto individuales como colectivas.
A la edad de 12 años se presenta al Certamen Juvenil de Artes Plásticas, convocado por la Delegación de la Juventud de Asturias, en el cual obtendrá el tercer premio de dibujo.
Un año después comienza a prepararse en las clases de pintura y dibujo de Vicente Santarúa, con la convicción de estudiar Bellas Artes. Será este mismo año cuando se le diagnostica diabetes tipo 1.
En 1975, con 15 años de edad, supera las pruebas de Preparatorio e Ingreso de la Escuela de Bellas Artes de San Carlos de Valencia; compaginará sus estudios de Bellas Artes con la finalización del bachillerato. En este año comienza a realizar el Via Crucis de la Iglesia de San Nicolás de Bañugues.
En 1979, tras finalizar sus estudios, regresa a Asturias. Comienza una etapa de exposiciones colectivas junto a otros pintores de su generación.
En 1986 logra el tercer premio en el Certamen Nacional del Pintura de Luarca; en 1987, una mención de honor; y en 1990, es galardonado con el primer premio y la Medalla de Oro.
Durante los escasos 15 años que siguen a la finalización de sus estudios, participará en varias exposiciones colectivas con artistas como Carlos Miguel Gutiérrez, Pachín, Morán, Álvarez Busto, Favila, Sarelo, Losal, Laredo, Consuelo Fernández, Carmen Menéndez, Alejandro Loché, Paco Arenas, Josefina Junco, Jorge Álvarez, María Álvarez Morán, Paco Fernández, Miguel Galano, Carlos Coronas, Carlos Sierra, entre otros. Realizará así mismo, varias exposiciones individuales.
En 1994 sufre un derrame cerebral que le provocará la muerte.

## Exposiciones[4]

### Individuales
1986
Casa Municipal de Cultura, Avilés.
1990
Galería Siboney, Santander.
1994
Galería Vértice, Oviedo.
Casa Municipal de Cultura, Avilés.
1995
Caja de Ahorros de Asturias.
1997
Galería Durero, Gijón.

### Colectivas
1979
Colectiva (J. Andrés Gutiérrez, Pachín, Morán, Álvarez Busto, Favila, Sarelo, Losal).
1981
Escenas de Avilés (Favila, José Andrés Gutiérrez, Laredo, Pachín, Sarelo). Caja de Ahorros de Asturias. Avilés.
I Bienal de Pintura La Carbonera, Sama de Langreo.
1984
XV Certamen Nacional de Pintura de Luarca.
1985
XVI Certamen Nacional de Pintura de Luarca.
1986
XVII Certamen Nacional de Pintura de Luarca.
Colectiva: Consuelo Fernández, Alejandro Loché, J. Andrés Gutiérrez y Carmen Menéndez (Itinerante). Caja de Ahorros de Asturias.
1987
Nuevos Paisajes de Asturias, itinerante. Casa del Monte, Madrid; Casa de Cultura de Zamora; Casonas del Águila y de la Parra, Santillana del Mar; Casa de Cultura de Avilés; Museo de Bellas Artes de Asturias, Oviedo.
1988
II Bienal Ciudad de Albacete.
Novas paisangens das Asturias, Sociedad Nacional de Bellas Artes, Lisboa.
«Cuatro» (J. Andrés Gutiérrez, Paco Arenas, Josefina Junco, Jorge Álvarez). Caja de Ahorros de Asturias.
1989
La primera exposición, Casa Municipal de Cultura de Avilés.
III Bienal de Pintura de Murcia.
X Convocatoria de Artes Plásticas de la Diputación de Alicante.
1990
XXI Certamen Nacional de Pintura de Luarca. Medalla de Oro.
VII Certamen de Pintura de La Caja Postal, Madrid, Cuenca, Albacete, Jaén, Jerez de la Frontera y Badajoz.
1992
Exposición con Francisco Fernández y J. Francisco Álvarez Busto, Escuela de Artes Aplicadas de Oviedo.
VI Bienal de Arte Ciudad de Oviedo, Museo de Bellas Artes de Asturias.
1993
«Sobre papel» (Cuatro pintores), Galería Vértice, Oviedo.
II Feria de Arte de Santander.
Colectiva de Navidad. Galería Vértice.
1994
Colectiva de Navidad. Galería Vértice.
1995
ARCO. Galería Vértice.
1996
Colectiva de Navidad. Galería Vértice.
1997
Exposición colectiva con Paco Fernández, Jesús Ángel García Vega, Pablo Maojo y J. Andrés Gutiérrez. La Ola. Gijón.
Exposición colectiva. Galería Durero. Gijón.
Exposición colectiva. Galería Vértice. Oviedo.

### Colecciones
Caja de Ahorros de Asturias.
Fundación Príncipe de Asturias.
Museo de Bellas Artes de Asturias.